# Вилађо Кол Пјан (Белуно)
Вилађо Кол Пјан је насеље у Италији у округу Белуно, региону Венето.
Према процени из 2011. у насељу је живело 1 становника. Насеље се налази на надморској висини од 1006 м.